# Die Launen einer Weltdame
Die Launen einer Weltdame ist ein deutsches Stummfilm-Liebesdrama aus dem Jahr 1914. Unter der Regie von Max Obal spielte Tilla Durieux die Titelrolle.

## Handlung
Die Titelheldin Maud ist eine mondäne Frau die mit aller Intensität liebt und leidet, alles begehrt und das Leben in vollen Zügen auszukosten trachtet. Gelangweilt von den ewig gleichen Adeligen und blasierten, nichtssagenden Reichen, die ihr Herz nicht mehr im mindesten berühren, sammelt die Weltdame eines Nachts einen armen Bettelmusikanten von der Straße auf, der sich dort schlafen gelegt hat, nachdem man ihn im angetrunkenen Zustand auf der Dorfschenke hinausgeworfen hatte. Noch immer schlafend, lässt Maud ihn auf ihr Schloss verfrachten und von ihren Dienerinnen waschen und neu einkleiden. Als der junge Mann am nächsten Morgen erwacht, kann er sich an nichts mehr erinnern und traut seinen Augen nicht. 
Der junge Musikus, ein begabter Geiger mit wachen, lebhaften Augen, versteht nicht, wie ihm geschah, erkennt aber, als er die elegante Maud heranschreiten sieht, dass dies nicht falsch sein kann. Er ist zum perfekten Dandy geworden, ein hübscher, junger, wohlriechender Bursche, den die Schlossherrin auserkoren hat, fortan an ihrer Seite zu herrschen. Maud macht ihn zum neuen Schlossherrn, befiehlt, dass alle ihm untertan sein sollen. Ihre Launen gebieten sogar, dass sie sich selbst ihm fügen wolle. Bald erreicht ihr erotischer Funke auch ihn, und beide geben sich der Leidenschaft hin. Jeder Moment bedeutet absolute Hingabe, alles ist nur auf nihilistisches Lusterlebnis ausgerichtet. Doch eines Tages holt die harte Realität beide ein, die vor allem für den Geiger dramatische Folgen hat. Er stirbt, als er sich um seine Gefühle betrogen sieht, und Maud erkennt in diesem Moment des größten Verlustes die Nichtigkeit ihres bisherigen Lebens. 

## Produktionsnotizen
Die Launen einer Weltdame, 1915 auch unter dem Zweittitel Königin der Laune gezeigt, entstand im Bioscop-Atelier in Neubabelsberg, passierte die Zensur am 18. Juni 1914 und erlebte seine deutsche Erstaufführung wohl im September desselben Jahres. Der Film hatte drei Akte und war 811 Meter lang.
Kurz nachdem die Durieux ihr Filmdebüt zu Beginn des Jahres unter Stellan Rye in „Der Flug in die Sonne“ gegeben hatte, spielte sie hier ihre zweite Filmrolle. 

## Kritik
„Sehr gut aufgebaut ist das Drama „Die Laune einer Weltdame“ und hat Hans Heinz Ewers zum Autor. Der Name sagt alles. Man weiß im voraus, daß man sich auf das Bizarrste, Uebersinnlichste, ja Gegensinnlichste gefaßt machen darf. Aber er schildert alles so unmenschlich schön, seinen modernsten Menschenschöpfungen haften stets die mythischesten Bocksfüße an, daß es den Zuschauer im Behagen gruselig überläuft. (…) Der Film ist von der Bioskop mit der ganzen Liebe gemacht, die sie für die Werke Hans Heinz Ewers aufbringt. Durchwegs schöne stimmungsvolle Bilder in einwandfreier Darstellung.“